# Peter Büchel (Politiker, 1958)
Peter Büchel (* 2. August 1958 in Feldkirch) ist ein liechtensteinischer Politiker (VU). Er war von 2009 bis 2017 Abgeordneter im liechtensteinischen Landtag.

## Biografie
Büchel besuchte die Realschule in Eschen, absolvierte anschließend eine Lehre zum Radio-Elektriker und erwarb im Anschluss daran ein Nachdiplom zum Dipl. Wirtschaftsingenieur NDS an der Abendhandelsschule in Buchs (SG). Im Rahmen der Tätigkeit bei der Hilti AG in Schaan wurden verschiedene Aufgabenbereiche abgedeckt. Im Zeitraum von 1977/80 bis 1983 wurde die Mitgliedschaft im Dekanatsseelsorgerat ausgeübt und in den Jahren 2002 bis 2010 erfolgte die Mitgliedschaft im Aufsichtsrat der Liechtensteinischen Kraftwerke (LKW).
Büchel ist in Schellenberg aufgewachsen. Im Februar 2009 wurde er für die Vaterländische Union in den Landtag des Fürstentums Liechtenstein gewählt. Im Februar 2013 erfolgte seine Wiederwahl. Als Abgeordneter war er seit 2009 Mitglied der Geschäftsprüfungskommission, einer der drei ständigen Kommissionen des Landtages. Bei der Landtagswahl im Februar 2017 konnte er sein Mandat nicht verteidigen.
Büchel ist verheiratet mit Elisabeth Bürzle, und hat vier Töchter.